# Tetragnatha insulata
Tetragnatha insulata là một loài nhện trong họ Tetragnathidae.
Loài này thuộc chi Tetragnatha. Tetragnatha insulata được miêu tả năm 1913 bởi Hogg.